# العلاقات الأوغندية الجورجية
العلاقات الأوغندية الجورجية هي العلاقات الثنائية التي تجمع بين أوغندا وجورجيا.

## مقارنة بين البلدين
هذه مقارنة عامة ومرجعية للدولتين:
| وجه المقارنة                                              | أوغندا                        | جورجيا                          |
| --------------------------------------------------------- | ----------------------------- | ------------------------------- |
| المساحة (كم2)                                             | 241.04 ألف                    | 69.70 ألف                       |
| عدد السكان (نسمة)                                         | 42.86 مليون                   | 3.72 مليون                      |
| الكثافة السكانية (ن./كم²)                                 | 177.81                        | 53.37                           |
| العاصمة                                                   | كامبالا                       | تبليسي، كوتايسي                 |
| اللغة الرسمية                                             | لغة إنجليزية، اللغة السواحلية | اللغة الجورجية، اللغة الأبخازية |
| العملة                                                    | شيلينغ أوغندي                 | لاري جورجي                      |
| الناتج المحلي الإجمالي (بليون دولار)                      | 25.89 مليار                   | 15.16 مليار                     |
| الناتج المحلي الإجمالي (تعادل القوة الشرائية) بليون دولار | 72.25 مليار                   | 35.68 مليار                     |
| الناتج المحلي الإجمالي الاسمي للفرد دولار أمريكي          | 705                           | 3.79 ألف                        |
| الناتج المحلي الإجمالي للفرد دولار أمريكي                 | 1.77 ألف                      |                                 |
| مؤشر التنمية البشرية                                      | 0.483                         | 0.754                           |
| رمز المكالمات الدولي                                      | +256                          | +995                            |
| رمز الإنترنت                                              | .ug                           | .ge، .გე ‏                       |
| المنطقة الزمنية                                           | ت ع م+03:00                   | ت ع م+04:00                     |

## منظمات دولية مشتركة
يشترك البلدان في عضوية مجموعة من المنظمات الدولية، منها:
| علم المنظمة | اسم المنظمة                   | تاريخ انضمام أوغندا | تاريخ انضمام جورجيا |
| ----------- | ----------------------------- | ------------------- | ------------------- |
|             | يونسكو                        | 9 نوفمبر 1962       | 7 أكتوبر 1992       |
|             | الفريق المعني برصد الأرض      | ?                   | ?                   |
|             | مؤسسة التمويل الدولية         | 27 سبتمبر 1963      | 29 يونيو 1995       |
|             | مؤسسة التنمية الدولية         | 27 سبتمبر 1963      | 31 أغسطس 1993       |
|             | منظمة التجارة العالمية        | ?                   | 14 يونيو 2000       |
|             | الاتحاد البريدي العالمي       | ?                   | ?                   |
|             | الاتحاد الدولي للاتصالات      | 8 مارس 1963         | 7 يناير 1993        |
|             | الأمم المتحدة                 | 25 أكتوبر 1962      | 31 يوليو 1992       |
|             | البنك الدولي للإنشاء والتعمير | 27 سبتمبر 1963      | 7 أغسطس 1992        |

## وصلات خارجية
- موقع وزارة الخارجية الأوغندية
- موقع وزارة الخارجية الجورجية